# Xian de Yangcheng
Le xian de Yangcheng (阳城县 ; pinyin : Yángchéng Xiàn) est un district administratif de la province du Shanxi en Chine. Il est placé sous la juridiction de la ville-préfecture de Jincheng.

## Démographie
La population du district était de 396 174 habitants en 1999.